# 崗頂站 (BRT)
BRT岗顶站是广州快速公交运输系统（BRT）的一个地面中途车站，位於中國广东省广州市天河区天河路龙口西路口和龙口东路口之间。

## 车站历史
岗顶站原定于2009年6月开始建设，因征地问题延后至当年10月开始动工，为广州BRT各站中进度最慢的一个。2010年2月10日，随广州BRT开始试运营而对外开放。
2010年7月3日，岗顶站成为广州BRT各站中首个安装喷淋降温系统的车站。2017年，岗顶站成为广州市首个试点使用二维码扫码移动支付的车站。

## 途经线路
| 编号 | 编号   | 线路                   | 线路                  | 线路                     | 收费                  | 运营商                     | 备注                  |
| ---- | ------ | ---------------------- | --------------------- | ------------------------ | --------------------- | -------------------------- | --------------------- |
|      | B1     | 体育中心               | ⇆                     | 鹿鸣山                   | 2元                   | 巴士三分 二巴二分 一汽二分 |                       |
|      | B1快线 | 已于2025年4月26日停办  | 已于2025年4月26日停办 | 已于2025年4月26日停办    | 已于2025年4月26日停办 | 已于2025年4月26日停办      | 已于2025年4月26日停办 |
|      | B2     | 广州火车站（草暖公园） | ⇆                     | 东圃                     | 2元                   | 珍宝巴士                   |                       |
|      | B2A    | 广州火车站（草暖公园） | ⇆                     | 汇彩路                   | 2元                   | 珍宝巴士                   |                       |
|      | B3     | 罗冲围                 | ⇆                     | 中山大道中（东圃大厦）   | 2元                   | 二巴二分                   |                       |
|      | B4     | 广仁路                 | ⇆                     | 天河智慧城核心区（高唐） | 2元                   | 巴士三分                   |                       |
|      | B4A    | 华景新城               | ⇆                     | 科学城（揽月路）         | 2元                   | 巴士三分                   |                       |
|      | B4B    | 体育中心               | ⇆                     | 沐陂村                   | 2元                   | 巴士三分                   |                       |
|      | B4快线 | 已于2025年4月26日停办  | 已于2025年4月26日停办 | 已于2025年4月26日停办    | 已于2025年4月26日停办 | 已于2025年4月26日停办      | 已于2025年4月26日停办 |
|      | B5     | 宝岗大道               | ⇆                     | 黄埔港                   | 2元                   | 一汽二分                   |                       |
|      | B6     | 同和路（藍山花園）     | ⇆                     | 匯彩路                   | 2元                   | 巴士三分                   |                       |
|      | B9     | 珠江南景园             | ⇆                     | 华景新城                 | 2元                   | 巴士三分                   |                       |
|      | B10    | 体育中心               | ⇆                     | 地铁天河智慧城站         | 2元                   | 巴士三分                   |                       |
|      | B12    | 天源路（华南植物园）   | ⇆                     | 车陂                     | 2元                   | 白马巴士                   |                       |
|      | B13    | 已于2025年4月26日停办  | 已于2025年4月26日停办 | 已于2025年4月26日停办    | 已于2025年4月26日停办 | 已于2025年4月26日停办      | 已于2025年4月26日停办 |
|      | B16    | 云台花园               | ⇆                     | 黄埔体育中心             | 2元                   | 珍宝巴士                   |                       |
|      | B20    | 广州火车东站           | ⇆                     | 天河儿童公园北门         | 2元                   | 巴士三分                   |                       |
|      | B21    | 革新路                 | ⇆                     | 棠德花苑                 | 2元                   | 珍宝巴士                   |                       |
|      | B25    | 体育中心               | ⇆                     | 大学城（中部枢纽）       | 2元                   | 巴士三分                   |                       |
|      | B27    | 已于2025年4月26日停办  | 已于2025年4月26日停办 | 已于2025年4月26日停办    | 已于2025年4月26日停办 | 已于2025年4月26日停办      | 已于2025年4月26日停办 |

## 利用情况
- BRT开通前，摄于2005年
- BRT开通后，摄于2020年

岗顶一带由于周边商业密集，交通流量大，该路段一直是广州较为拥堵的地区之一；BRT开通后，该站亦成为全线客流量最大的站点。但该路段在高峰时期的拥堵情况并未完全好转，甚至频繁出现社会车辆进入BRT专用车道内的现象造成混乱。此外，连接站台东侧出口与行人路的天桥仅有一年的设计寿命，但其实际使用已超过十年；且原设计连接地铁站的地下通道因故一直未能建设，使得该天桥十分拥挤，具有安全隐患。